# Medalia „Răsplata serviciului militar”
Medalia „Răsplata serviciului militar” este o medalie militară instituită de regele Carol I prin Decretul Regal nr. 5733 din 26 septembrie 1913 pentru a recompensa cadrele militare cu grade inferioare reangajate care îndepliniseră cu cinste și demnitate 15 sau 20 ani de serviciu în armată.

## Descriere
Medalia, de formă ovală cu diametrele de 35 mm și 29 mm și grosimea de 2 mm, este realizată din bronz pentru serviciul de 15 ani și din bronz argintat pentru serviciul de 20 ani.

### Aversul și reversul
Pe aversul medaliei, excentrat spre partea superioară, este gravată o cruce de Malta cu dimensiunea de 20 mm care are în centru un medalion cu diametrul de 11 mm ce conține efigia regelui Carol I. În interiorul medalionului, înconjurând efigia, sunt inscrise cuvintele Carol I Rege al Romaniei. Crucea este înconjurată de o coroană din foi de lauri compusă din două ramuri ale căror cozi sunt încrucișate în partea inferioară și legate printr-o panglică deasupra căreia sunt înscrise cu cifre romane numerele XV, pentru medalia în bronz, și XX, pentru cele în argint.
Pe reversul medaliei este gravată o coroana din foi de lauri compusă din două ramuri ale căror cozi sunt încrucișate în partea inferioară și legate printr-o panglică. Spatiul central econține în partea superioară monograma regelui Carol I și în jumătatea inferioară inscripția RĂSPLATA / SERVICIULUI / MILITAR.

### Panglica
Panglica este fixată cu ajutorul a două ramuri din foi de lauri cu lungimea de 2 cm ale căror extremități inferioare sunt unite și trecute printr-un inel fixat la partea superioară a medaliei. Extremitățile superioare susțin o bară orizontală de care permite susținerea panglicii. Panglica de mătase ripsată cu lungimea de 10 cm și lățimea de 3,5 cm este similară panglicii medaliei „Răsplata serviciului militar de XXV ani” pentru ofițeri: de culoare galbenă cu șase linii verticale albastre egal distanțate, prima și ultima corespunzând marginilor panglicii.

## Acordarea medaliei
Medalia era conferită de Carol I subofițerilor reangajați, la propunerea șefilor de corpuri de armată și de servicii. Acordarea se făcea anual, în luna aprilie, numărul medaliilor acordate fiind nelimitat. Subofițerii care primeau medalia „Răsplata serviciului militar” pentru 20 de ani de serviciu pierdeau dreptul de a purta medalia pentru 15 ani.

## Evoluția distincției
Medalia „Răsplata serviciului militar” a fost acordată până în 1948.
În 2000, prin Legea nr. 29/2000 privind sistemul național de decorații al României completată ulterior cu Legea nr. 574/2004 privind Semnul onorific În Serviciul Patriei pentru maiștri militari, subofițeri și pentru funcționari publici a fost instituit Semnul onorific În Serviciul Patriei pentru maiștri militari și subofițeri care preia, într-o formă readaptată, macheta medaliei instituite în 1912.